# Dzięcioły (podrodzina)
Dzięcioły (Picinae) – podrodzina ptaków z rodziny dzięciołowatych (Picidae).

## Zasięg występowania
Podrodzina obejmuje gatunki występujące w Eurazji, Afryce i Ameryce.

## Systematyka
Do podrodziny należą następujące plemiona:
- Nesoctitini Short(inne języki), 1974 – jedynym przedstawicielem jest Nesoctites micromegas (Sundevall, 1866) – hispaniolak(inne języki)
- Hemicircini Cabanis & F. Heine Sr.(inne języki), 1863
- Picini Leach, 1819
- Campephilini Blyth, 1852
- Melanerpini G.R. Gray, 1846